# Aakenustunturi
Az Aakenustunturi kopár fennsík , úgy nevezett fell Lappföldön, Finnország északi részén Tengerszint feletti magassága 570 méter. Az Ylläs hegy közelében található, Kittilä mellett. A táj népszerű kirándulóhely a túrázók körében. A terület 2004 óta a Pallas-Yllästunturi Nemzeti Park része.

## Történelme
Az Aakenustunturi területén két halálos repülőbaleset is történt a második világháború során. 1943. február 24-én a Luftwaffe Ju 52-es szállító repülőgépét lelőtték és a fennsík területén zuhant le.
Később, 1944. október 23-án a lappföldi háború idején a Finn Légierő két katonája, Paavo Kahla százados, pilóta és Jouko Liinamaa őrmester, megfigyelő, felderítő repülést hajtott végre a területen, amikor is eltűntek. Maradványaikat rénszarvaspásztorok találták meg 1945 tavaszán a lelőtt Fokker C.X típusú repülőgépük roncsainak közelében.

## Fordítás
Ez a szócikk részben vagy egészben  az   Aakenustunturi című angol Wikipédia-szócikk ezen változatának fordításán alapul.  Az eredeti cikk szerkesztőit annak laptörténete sorolja fel. Ez a jelzés csupán a megfogalmazás eredetét és a szerzői jogokat jelzi, nem szolgál a cikkben szereplő információk forrásmegjelöléseként.